# Pizza Connection
Als Pizza Connection wird ein Drogenring in den USA bezeichnet, über den verschiedene „Familien“ der sizilianischen Cosa Nostra jahrelang Drogen – insbesondere Heroin – von Sizilien in die USA schmuggelten. Einfache Pizzerien dienten als Tarnung. Dies verlieh dem Drogenring seinen Namen. Das Heroin wurde unter anderem in Tomatendosen geschmuggelt. Über die Geschäftskonten der Pizzerien konnten die Einnahmen aus dem Heroingeschäft teilweise gewaschen werden.
Das Vordringen der Sizilianer auf amerikanisches Gebiet geschah in Absprache mit der ortsansässigen amerikanischen Cosa Nostra, insbesondere mit den Fünf Familien von New York City. Der Drogenhandel war von Anfang an eine umstrittene Sache in Kreisen der US-Amerikaner gewesen, denn noch stärker als bei der Alkoholprohibition war der Handel mit Heroin von Anfang an mit einem sehr hohen Verfolgungsdruck belegt, da er in die Zuständigkeit des FBI fiel. Wohlhabende Mobster wollten auf eine direkte Verwicklung in dieses Geschäft daher lieber verzichten und favorisierten weiterhin eher Glücksspiel und illegale Prostitution, die unter die Zuständigkeit lokaler, leichter zu bestechender Behörden fielen. Daher überließ man bewusst den Drogenhandel gegen Gewinnbeteiligung der italienischen Mafia.
Außerdem war 1970 der RICO Act erlassen worden, der die US-amerikanischen Mafiosi mit hohen Gefängnisstrafen bedrohte und der in den 1980er-Jahren verstärkt angewendet wurde. Es waren daher häufig die Mitglieder der italoamerikanischen „streetcrews“, die für derartige riskante Geschäfte besonders offen waren und das Geschäft gegen den Willen der Bosse doch nicht allein den Sizilianern überließen.

## Geschichte

### Vorläufer
Die sizilianische Mafia war während der Diktatur unter Mussolini an den Rand des Abgrunds gedrängt worden und unterhielt bis 1943 kaum noch Beziehungen zur italo-amerikanischen Mafia. Doch bereits während des Zweiten Weltkriegs waren durch italo-amerikanische GIs wieder Verbindungen hergestellt worden. Als nach dem Krieg in den USA die Nachfrage nach harten Drogen, insbesondere Heroin, stark stieg, die Ostküsten-Clans aber aus den erwähnten Gründen vielfach vor einer direkten Beteiligung am Drogenhandel zurückschreckten, kam es bald zu ersten Geschäftsverbindungen zwischen Amerika und Italien.
Vom 10. bis 14. Oktober 1957 fand dann, wahrscheinlich durch Joseph Bonanno organisiert, ein Gipfeltreffen zwischen sizilianischen und US-amerikanischen Mafiosi im Grand Hotel des Palmes und im Restaurant Spano in Palermo statt. Teilnehmer waren führende Bosse sowohl der amerikanischen als auch der sizilianischen Organisation. Es wurden Absprachen getroffen, um den größten Drogenhandel mit Heroin aufzuziehen, den es bis dahin gegeben hatte. Um künftig wirksam Streitigkeiten zu vermeiden und durch Verhandlungen zu lösen, wurde nun in Palermo ebenfalls wie in den USA die „Sizilianische Mafia-Kommission“, auch „Cupola“ (it.: Kuppel) genannt, aus zwölf Mitgliedern gebildet, deren ersten Vorsitz der in der Cosa Nostra sehr geachtete Salvatore Greco übernahm, und nicht einer von den von Lucky Luciano favorisierten LaBarbera-Brüdern (siehe Cosa Nostra: Struktur).
Als Ergebnis des Treffens wurde es den Sizilianern erlaubt, die von ihnen gelieferten Drogen – gegen Zahlung einer prozentualen Abgabe an die italo-amerikanischen Bosse – in den USA vertreiben zu dürfen. Den amerikanischen Mafiosi wurde der Drogenhandel verboten, um Aufmerksamkeit von Seiten der Strafbehörden zu vermeiden. Allerdings hielten sich Vito Genovese, Carmine Galante und andere amerikanische Mobster nicht an diese Vereinbarung, da der Drogenhandel riesige Gewinnspannen ermöglichte.
In den 1960er und 1970er Jahren war es zunächst die French Connection, bei der in der logistischen Kette der von der sizilianischen Mafia organisierte Heroinschmuggel in die USA insbesondere über die französische Zwischenstation Marseille lief.

### Aufbau der Logistik
Nach dem Treffen in Palermo von 1957 begannen die Sizilianer die Infrastruktur für den ihnen überlassenen Drogenhandel mit Heroin aufzubauen. Mit Beginn der 1960er Jahre wurden von der amerikanischen Cosa Nostra sizilianische Verbrecher ins Land geschmuggelt. Diese begannen, in Pizzerien zu arbeiten; dies taten sie jahrelang, ohne illegalen Aktivitäten nachzugehen, um dann hinter der legalen Fassade noch in einem anderen Bereich tätig zu werden. Erleichtert wurde all dies durch den Umstand, dass sich Pizza nach 1945 in den USA sehr rasch großer Beliebtheit erfreute.
Die meisten dieser Pizzerien dienten auch als Vertriebsstelle für Heroin. Da die Pizzerien mit Zutaten wie Tomaten, Käse und anderen italienischen Exportgütern versorgt werden mussten, war hier neben der zusätzlichen legalen Einnahmequelle eine Möglichkeit gegeben, das Heroin von Sizilien aus in die USA zu schmuggeln. Zudem diente die legale Fassade der Pizzerien als ideale Möglichkeit, die durch den Heroinhandel eingenommenen Gelder zu waschen. So kam es zu der Bezeichnung Pizza Connection. Allein John Gambino, Angehöriger der Gambino-Familie und der Vetter des sizilianischen Bosses Salvatore Inzerillo, war Eigentümer von 240 Pizzerien, die über die gesamten USA verteilt waren. Im Nordosten der USA kontrollierte die Cosa Nostra über die Pizza Connection allein mehr als 80 Prozent des Drogenhandels.

### 1970er und 1980er Jahre
Besonders in den 1970er und 1980er Jahren entwickelte sich die Pizza Connection zu einem hochprofitablen Geschäft, bei dem die gut organisierte sizilianische Cosa Nostra jedes Jahr mehrere hundert Millionen Dollar verdiente und auch in den USA immer mehr Einfluss gewann. Dies wurde von den Amerikanern teils mit Unbehagen und Furcht betrachtet. Es gab jedoch keine Möglichkeit, eine Ausbreitung der „Zips“, wie die Sizilianer von den amerikanischen Mobstern genannt wurden, zu verhindern. Auch waren die Amerikaner durchaus uneins; einige Bosse behielten ein etwas distanziertes Verhältnis, andere arbeiteten sehr eng mit den Sizilianern zusammen.
Carmine Galante, Boss der Bonanno-Familie, hielt sich eine mehrköpfige sizilianische Leibwache und nahm viele sizilianische Mafiosi auch in seine Familie auf. Galante hielt die Sizilianer für zuverlässiger und fähiger als seine Landsleute. Wie viele andere trotzte Galante dem Verbot der amerikanischen Mafia-Kommission, mit Heroin zu handeln; er tat dies jedoch in einem exorbitanten Umfang. Der FBI-Agent Joseph Pistone, der als verdeckter Ermittler unter dem Namen „Donnie Brasco“ in der Bonanno-Familie undercover ermittelte, berichtete, wie beunruhigt die Amerikaner waren, als Galante zwei Sizilianer zu Captains ernannte. Die amerikanischen Captains befürchteten einen akuten Machtverlust und klagten:

„… über die wachsende Macht der Sizilianer, die mit einer Mischung aus Geringschätzung und großer Angst beäugt wurden.“

Außerdem meldete Pistone dem FBI das ambivalente Verhältnis der Amerikaner zu den Sizilianern und beschrieb die Eindrücke, die die Sizilianer bei den einfachen „Soldaten“ hinterließen:

„Er sagte, die „zips“ seien Sizilianer, die man ins Land geholt habe, damit sie für Carmine „Lilo“ Gigante Heroin verdealen und Mordaufträge ausführen.
Sie wurden in Pizzerias untergebracht, wo sie Heroin geliefert bekamen und weiterverteilten, Geld wuschen und auf weitere Aufträge von Galante warteten. … er sagte, die „zips“ seien eine verschworene und verschlossene Clique. … Sie seien, sagte er, die gewissenlosesten Killer, die es in dem Geschäft gebe.“

Galante behielt die Gewinne für sich allein und nutzte sie dazu, um seine Macht immer weiter auszubauen. Die anderen New Yorker Bosse wie Paul Castellano, Chef der mächtigen Gambino-Familie, oder „Fat Tony“ Salerno waren zunehmend besorgt über Galantes Machtwillen und seine Weigerung, die Profite mit der Kommission zu teilen. Unzufrieden waren auch die sizilianischen Kriminellen, die einen größeren Anteil aus den Gewinnen erwarteten. Daraus bildete sich eine Interessengemeinschaft zur Ermordung von Galante.
Carmine Galante wurde am 12. Juli 1979 von seiner sizilianischen Leibwache erschossen und ein Sizilianer übernahm die Leitung der Bonanno-Familie für die folgenden zwei Jahre. Der Vorsitzende der US-amerikanischen Kommission, Paul Castellano, traf sich bald darauf mit den führenden sizilianischen Drogenhändlern Salvatore Catalano und Giuseppe Ganci, um einen größeren Anteil aus dem Heroinhandel für die Kommission auszuhandeln. Mitte der 1980er Jahre wurde die „Pizza Connection“ von den Behörden zerschlagen.

### Prozess
Im Jahr 1986 begann in den USA ein Prozess gegen insgesamt 22 Angeklagte (sog. „Monsterprozess“), die zu diesem Drogenring gehören sollten. Erst durch die Berichterstattung darüber wurde der Name „Pizza-Connection“ populär. Der ehemalige Mafiaboss Gaetano Badalamenti aus Cinisi nahe Palermo auf Sizilien wurde zu 45 Jahren Gefängnis verurteilt.

“It is a tremendous victory in the effort to crush the Mafia”

„Es ist ein immenser Erfolg in unserem Vorhaben die Mafia zu zerschlagen.“

## Folgen

### Morde und Haftbefehle
Praktisch sämtliche bei der Aufdeckung des Falls Pizza Connection involvierten italienischen Schlüsselpersonen wurden im Verlaufe der Zeit ermordet:
Der damalige Generalstaatsanwalt Rocco Chinnici wurde 1983 ermordet.
Beppe Montana war ein sizilianischer Polizist und Leiter des für die Verhaftung von gesuchten Mafiamitgliedern zuständigen Teams der Polizeikräfte in Palermo. Zusammen mit mehreren Polizeikollegen führte er die Untersuchungen im Fall Pizza Connection. Er wurde am 28. Juli 1985 ermordet. Wenige Tage später, am 6. August 1985, wurden ebenfalls seine Arbeitskollegen Roberto Antiochia und Antonino Cassarà ermordet. Der dabei verletzte Natale Mondo wurde schließlich am 14. Januar 1988 ermordet.
Sie arbeiteten eng mit den damaligen Untersuchungsrichtern Giovanni Falcone († 1992) und Paolo Borsellino († 1992) zusammen.
Für sämtliche sizilianischen Verurteilten des US-amerikanischen Prozesses existieren auch italienische Haftbefehle. So warteten im Mai 2009 am Flughafen Roma Fiumicino die italienischen Behörden auf die Ankunft von Rosario Gambino, für den vor 29 Jahren der italienische Richter Giovanni Falcone selbst die Verhaftung angeordnet hatte. Gambino befindet sich weiterhin in den USA, da seine Anwälte die Auslieferung im letzten Moment stoppen konnten. Rosario befindet sich im Gewahrsam der US-amerikanischen Migrationsbehörde. In einem Musterprozess in Palermo von 1986 war Gambino in Abwesenheit zu 14 Jahren Haft verurteilt worden.

### Operation „Old Bridge“
Gambino ist eine Schlüsselfigur der Pizza Connection; er verfügt vermutlich weiterhin über Informationen z. B. bezüglich der Finanztransaktionen und den Stationen der Geldwäsche. Diese noch unbekannten Transaktionen sind wieder ins Fadenkreuz der Ermittlungen geraten, seit 2008 italienische und US-amerikanische Ermittler in der Operation Old Bridge (alte Brücke) rund 90 Personen festgenommen haben, die regelmäßig zwischen Palermo und New York City verkehrten.
Allein in Italien sollen etwa 300 Einsatzkräfte an der Aktion beteiligt gewesen sein, die 20–30 Personen aus dem Umfeld von Salvatore Lo Piccolo stammen, der bereits eine Woche vor der Aktion festgenommen worden war. Gefasst wurden führende Mitglieder der Familien Inzerillo, Mannino, DiMaggio und Gambino, darunter auch das neue mutmaßliche Oberhaupt Francesco Paolo Augusto Cali. 62 Personen wurden in den New Yorker Stadtteilen Brooklyn und Cherry Hill verhaftet. Cali soll ein Netz von lebensmittelproduzierenden und -vertreibenden Unternehmen geleitet haben, die dem Cali-Gambino-Inzerillo-Clan als Tarnung für Drogen- und sonstigen Schwarzhandel gedient haben sollen.

### Neue Pizza Connection
Den Verhaftungen von Old Bridge gingen zweijährige Ermittlungen der italienischen Polizei und des FBI voraus. Offenbar besteht seit der Verhaftung der Capi di tutti i capi Totò Riina und Bernardo Provenzano ein neues Bündnis zwischen den italienischen und US-amerikanischen Familien der Mafia.
Die Staatsanwaltschaft von New York unter Bundesstaatsanwalt Benton J. Campbell legte eine 170 Seiten starke Klageschrift gegen die Verhafteten vor, denen Mord, Erpressung, Kreditwucher, Verschwörung und Drogenhandel vorgeworfen werden. Die Anklage trifft die Führung der Gambino-Familie.

## Filme und Dokumentationen
- 2005: Die Mafia - die vierteilige Dokumentation; 4-teilige Dokumentation über die Mafia in Amerika und Italien (Episode 2/4)
- 1985: Pizza Connection; Film über die Pizza Connection